# Ben Tune
Benjamin Newman Tune, detto Ben (Brisbane, 28 dicembre 1976), è un ex rugbista a 15 australiano, utility back dei Reds e campione del mondo nel 1999 con gli Wallabies.

## Biografia
Proveniente dal Brothers Old Boys di Brisbane, Tune rappresentò il Queensland a partire dal 1995 e, l'anno successivo, con l'introduzione del professionismo, entrò nella franchise dei Reds in Super Rugby.
Nel giugno 1996 esordì in Nazionale australiana a Sydney contro il Galles; un mese più tardi fu in campo nel primo dei suoi sei tornei del Tri Nations, i primi cinque dei quali consecutivi dal 1996 al 2000.
Fu selezionato per la Coppa del Mondo di rugby 1999 in Galles; scese in campo in 5 incontri di tale competizione, al termine della quale si laureò campione del mondo; un anno più tardi vinse il Tri Nations 2000, prima vittoria australiana nel prestigioso torneo.
Nel marzo 2001 Tune fu trovato positivo al Probenecid, un farmaco uricosurico (riduttore di acido urico) utilizzato per trattare casi di iperuricemia; tale sostanza è bandita dall'International Rugby Board in quanto betabloccante, e il suo utilizzo potrebbe mascherare l'impiego di sostanze dopanti quali nandrolone (impedendo ai reni di rilasciarlo nelle urine); nonostante l'assunzione di tale sostanza l'Australian Rugby Union non ritenne di procedere nei confronti di Tune e anche il tribunale d'appello dell'IRB fece lo stesso quasi un anno e mezzo dopo il test antidoping.
Dopo l'assoluzione da parte dell'IRB Tune disputò ulteriori due test match, l'ultimo dei quali un test match contro l'Argentina nel novembre successivo, che terminò la sua carriera internazionale.
Rimase nei Reds fino a tutto il Super 14 2007, anno del suo ritiro; da allora, oltre a ricoprire incarichi onorari nel mondo del rugby, si è dedicato alla carriera dirigenziale, nell'ambito del management sportivo ed è commentatore sportivo per una rete televisiva.

## Palmarès
- Coppe del mondo: 1
Australia: 1999